# Anastasius I (hoàng đế)
Anastasius I (tiếng Latinh: Flavius Anastasius Augustus, tiếng Hy Lạp: Ἀναστάσιος; 430 – 518) là Hoàng đế Byzantine từ năm 491 đến 518. Dưới triều đại của ông biên cương Đế quốc Đông La Mã đã mở rộng việc gia cố lại các công sự dọc biên giới, bao gồm cả việc xây dựng Dara, một tiền đồn nhằm mục đích phản công pháo đài Nisibis của người Ba Tư. Ngoài ra trong thời kỳ trị vì của mình, ông còn cho xây một trong những thành lũy kiên cố nhất trên biển Adriatic là lâu đài Durrës ở Durrës.

## Gia thế
Anastasius sinh ra tại Dyrrhachium không rõ ngày tháng; nhưng có lẽ sinh ra trong khoảng thời gian không muộn hơn vào năm 430 hoặc 431. Ông chào đời trong một danh gia vọng tộc người Illyria, Cha của ông là Pompeius (sinh khoảng 410), một nhà quý tộc xứ Dyrrachium và mẹ là Anastasia Constantina (sinh khoảng 410). Mẹ ông là tín đồ theo giáo thuyết Arianus, em gái của Clearchus cũng là một tín đồ phái Arianus và là cháu nội của Gallus (sinh khoảng 370), con trai của Anastasia (sinh khoảng 352) và chồng, lần lượt là con gái của Flavius Claudius Constantius Gallus đồng thời là vợ và họ hàng của Constantina.
Anastasius bẩm sinh có một mắt màu đen và một mắt màu xanh (loạn sắc tố mống mắt), cũng vì lý do đó mà ông được mệnh danh là Dicorus (tiếng Hy Lạp: Δίκορος, "hai mắt").

## Gia tộc
Theo sử sách cho biết thì Anastasius có một người anh tên Flavius Paulus từng giữ chức chấp chính quan La Mã vào năm 496. Có người em dâu tên Magna, là mẹ ruột Irene và mẹ vợ Olybrius. Olybrius này là con trai của Anicia Juliana và Areobindus Dagalaiphus Areobindus. Con gái của Olybrius và Irene được đặt tên là Proba. Bà kết hôn với Probus và là mẹ của Juliana. Nàng út Juliana này kết hôn với Anastasius khác và là mẹ của Areobindus, Placidia và con út Proba. Một người cháu trai của Anastasius là Flavius Probus, giữ chức chấp chính quan La Mã vào năm 502. Caesaria, em gái của Anastasius về sau kết hôn với Secundinus. Họ là cha của Hypatius và Pompeius.. Flavius Anastasius Paulus Probus Moschianus Probus Magnus, chấp chính quan La Mã vào năm 518 đồng thời là chắt của Anastasius. Cô con gái Juliana của ông sau này được gả cho Marcellus, anh của Hoàng đế Justinus II. Sự khuếch trương gia tộc còn có thể bao gồm ứng cử viên cho ngôi vị Hoàng đế Đông La Mã.

## Lên ngôi
Vào lúc Hoàng đế Zeno vừa qua đời năm 491, Anastasius khi ấy đang giữ chức lễ quan (silentiarius) quyền cao chức trọng trong triều, được sự ủng hộ của Hoàng hậu Ariadne, góa phụ của Zeno cùng đám triều thần thân tín đã nhất trí chọn ông lên ngôi Hoàng đế Đông La Mã hơn là vị hoàng thân Longinus bên nhà Zeno.
Ariadne lập tức kết hôn với Anastasius 40 ngày sau khi làm lễ đăng quang vào ngày 20 tháng 5 năm 491. Triều đại của ông lúc đầu thường xuyên bị xáo trộn bởi các cuộc chiến nội bộ lẫn ngoại bang và sự sao lãng tôn giáo, để rồi khởi đầu cho thời kỳ hưng thịnh của Đế quốc Đông La Mã sau này. Lên ngôi ở độ tuổi trung niên với nhiều kinh nghiệm chính trị nên Anastasius trị vì rất được lòng dân bằng những việc ích lợi như miễn giảm thuế má hợp lý, củng cố bộ máy chính quyền, tăng cường binh bị cùng khả năng điều hành chính sự của Đế quốc một cách tài tình, khiến cho Đế quốc Đông La Mã dần dần hồi phục thực lực và đạt đến đỉnh cao dưới thời Hoàng đế Justinianus I.

## Trị vì

### Ngoại giao và chiến tranh

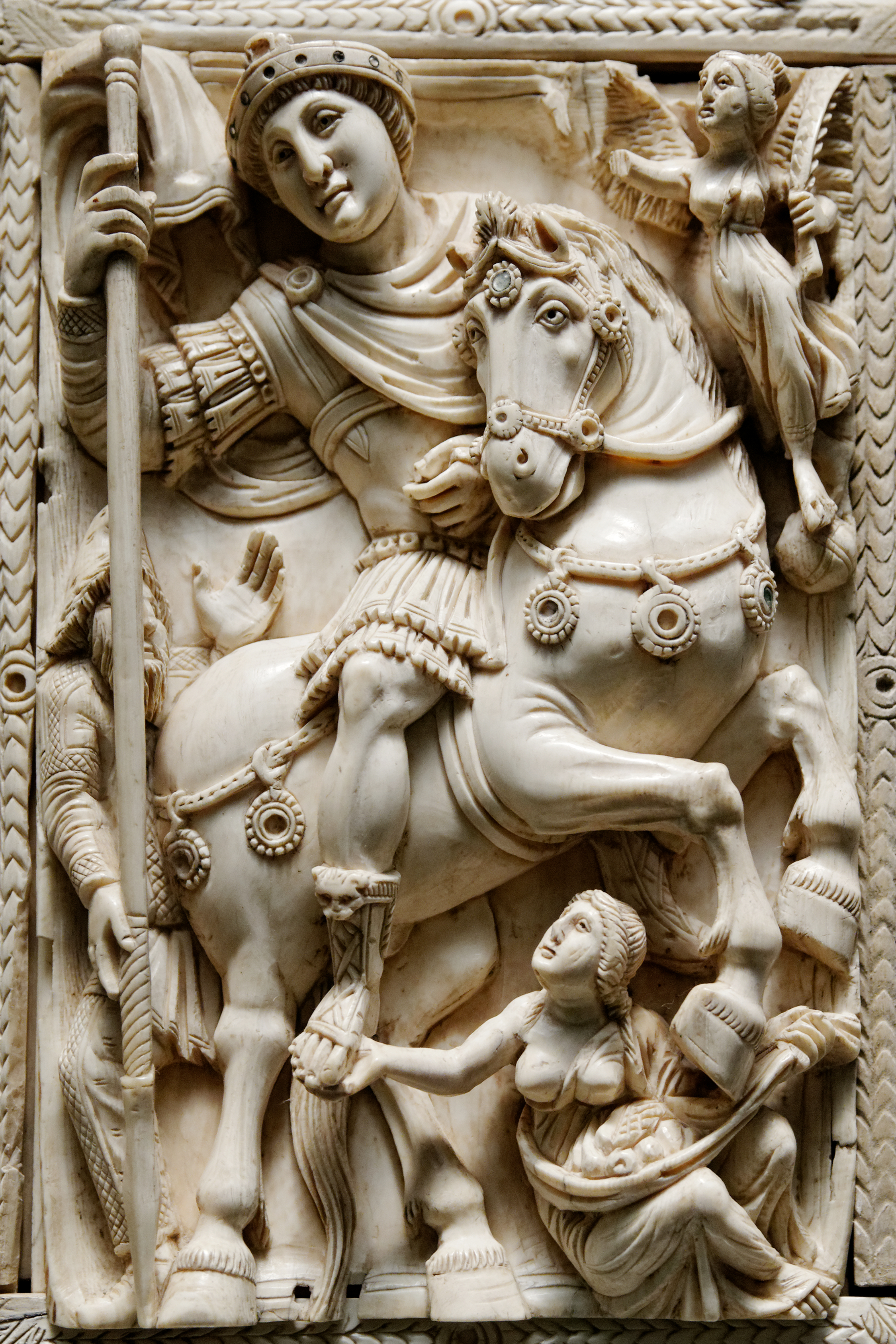
Tranh ngà voi Barberini, một bức tranh bộ đôi bằng ngà voi từ thế kỷ thứ 6 đại diện cho một trong hai vị Hoàng đế Đông La Mã là Anastasius I hoặc Justinianus I.

Anastasius tham gia vào cuộc chiến tranh Isauria chống lại kẻ cướp ngôi Longinus và cuộc chiến tranh Anastasius chống lại quân Sassanid Ba Tư.
Cuộc chiến tranh Isauria (492-497) bị khuấy động bởi phe cánh Isauria ủng hộ Longinus, hoàng đệ của Zeno đã từ chối công nhận ngôi vị của Anastasius. Trận Cotyaeum năm 492 đã phá vỡ thực lực của phe nổi loạn nhưng cuộc chiến tranh du kích vẫn còn tiếp tục ở vùng núi xứ Isauria trong một số năm nữa.
Trong cuộc chiến tranh Anastasius (502-505), Theodosiopolis và Amida bị quân Sassanid chiếm được, nhưng các tỉnh Ba Tư chịu tổn thất nghiêm trọng và quân Byzantine đã chiếm lại Amida. Cả hai bên đều kiệt quệ khi hòa bình được lập lại vào năm 506 dựa trên cơ sở nguyên trạng. Anastasius sau đó cho xây dựng một pháo đài kiên cố là Daras để ngăn người Ba Tư tiến vào Nisibis. Các tỉnh vùng Balkan đã bị quân đội rút lui bỏ mặc cho người Slav và Bulgar tràn vào tàn phá, nhằm bảo vệ thành Constantinopolis và các vùng phụ cận tránh những cuộc công hãm, Hoàng đế ra lệnh xây dựng bức tường thành Anastasius kéo dài từ Propontis đến Euxine.

### Nội trị và tôn giáo
Ngay khi lên ngôi được ít lâu, Anastasius đã cho tiến hành cuộc cải cách tiền tệ vốn bị suy sụp một phần trong thế kỷ thứ 5, hệ thống mới này liên quan đến ba mệnh giá của đồng xu bằng vàng (đồng solidus và 1/3 của nó) và năm đồng xu bằng đồng (follis, trị giá 40 nummi và các thành phần của nó xuống một nummus). Một đồng xu 40 nummi của Anastasius được miêu tả trên mặt tờ tiền giấy 50 denar của Macedonia ban hành vào năm 1996.
Anastasius vốn là một tín đồ của giáo thuyết Miaphysite, dựa theo những lời dạy của Cyril thành Alexandria và Severus thành Antioch đã giảng "Một nhiên tính của Chúa Kitô" trong sự hợp nhất vẹn toàn nhân tính và thiên tính, thế nhưng chính sách Giáo hội của ông lại khá ôn hòa; Hoàng đế cố gắng duy trì nguyên lý Henotikon hay "Chỉ dụ Hợp nhất" của Zeno và sự bình an của Giáo hội. Đến khi xảy ra những cuộc biểu tình bạo động của dân chúng Byzantine mới buộc Anastasius phải từ bỏ chính sách này và công nhận cương lĩnh của Miaphysite. Hậu quả là ông làm mất lòng các tỉnh ở châu Âu, lợi dụng điều này một người đầy tham vọng tên là Vitalianus quyết định nổi dậy chống lại triều đình, hơn nữa còn phái người sang cầu cứu sự trợ giúp của bầy người "Hung" (514–515); cuối cùng cuộc nổi loạn đã bị trấn áp thành công nhờ công lao của tướng Marinus đã giành thắng lợi trong một trận hải chiến ác liệt.

### Vấn đề kế vị
Trong Anonymous Valesianus có nhắc đến một tài liệu nói về sự lựa chọn người nối ngôi của Anastasius về vấn đề kế vị: Hoàng đế không biết chọn ai trong số ba người cháu để kế thừa ngôi vị, do vậy ông mới nghĩ ra một cách là trước tiên để một bức chiếu thư dưới một cái trường kỷ và gọi những người cháu ngồi vào mấy cái ghế trong phòng; ngoài ra còn hai cái ghế khác; ông tin rằng người cháu nào ngồi lên cái trường kỷ đặc biệt đó thì mới có tư cách kế vị. Tuy nhiên, hai người cháu của ông lại cùng ngồi trên trường kỷ này và một người nữa với bức chiếu thư được che giấu vẫn để trống.
Rồi sau khi đưa vấn đề này trong lời cầu nguyện trước Chúa, Anastasius quyết định rằng người đầu tiên bước vào phòng của ông vào sáng hôm sau sẽ là vị Hoàng đế tiếp theo, và người đó chính là Justinus lúc này đang giữ chức trưởng quan vệ binh trong cung. Trên thực tế, Anastasius có lẽ chưa bao giờ nghĩ là sẽ chọn Justinus làm người nối ngôi, nhưng vấn đề đã được ông xác nhận sau khi mình qua đời. Vào cuối đời mình, Anastasius đã để lại trong quốc khố với số tiền dồi dào lên đến 23.000.000 solidi hoặc £ 320.000 lượng vàng là nền tảng cho sự thịnh trị thời Justinianus I.
Anastasius mất mà không có con cái nối dõi ở Constantinopolis vào ngày 9 tháng 7 năm 518 và được chôn cất tại Nhà thờ các Thánh Tông Đồ.